# Campeonato Europeu de Halterofilismo de 2001
O Campeonato Europeu de Halterofilismo de 2001 foi a 80ª edição do campeonato, sendo organizado pela Federação Europeia de Halterofilismo, em Trenčín, na Eslováquia, entre 23 a 29 de abril de 2001. Foram disputadas 15 categorias (8 masculino e 7 feminino).

## Medalhistas

### Masculino
| Evento   | Ouro                         | Ouro     | Prata                         | Prata    | Bronze                            | Bronze   |
| -------- | ---------------------------- | -------- | ----------------------------- | -------- | --------------------------------- | -------- |
| 56 kg    | Halil Mutlu · Turquia        | 302,5 kg | Adrian Jigău · Roménia        | 267,5 kg | Vitali Dzerbianiou · Bielorrússia | 262,5 kg |
| 62 kg    | Nikolaj Pešalov · Croácia    | 300,0 kg | Elxan Süleymanov · Azerbaijão | 287,5 kg | Vladimir Popov · Moldávia         | 287,5 kg |
| 69 kg    | Ekrem Celil · Turquia        | 322,5 kg | Andrei Matveyev · Rússia      | 322,5 kg | Turan Mirzəyev · Azerbaijão       | 320,0 kg |
| 77 kg    | Oleg Perepechonov · Rússia   | 375,0 kg | Hovhannes Amreyan · Armênia   | 352,5 kg | Attila Feri · Hungria             | 350,0 kg |
| 85 kg    | Guiorgui Assanidze · Geórgia | 380,0 kg | Gueorgui Gardev · Bulgária    | 372,5 kg | Serguei Zhukov · Rússia           | 367,5 kg |
| 94 kg    | Nizami Paşayev · Azerbaijão  | 387,5 kg | Nikolai Stoyanov · Bulgária   | 385,0 kg | Hakob Pilosian · Armênia          | 382,5 kg |
| 105 kg   | Yevgueni Chiguishev · Rússia | 422,5 kg | Szymon Kołecki · Polónia      | 412,5 kg | Zoltán Kovács · Hungria           | 412,5 kg |
| + 105 kg | Viktors Ščerbatihs · Letônia | 440,0 kg | Paweł Najdek · Polónia        | 420,0 kg | Grzegorz Kleszcz · Polónia        | 417,5 kg |

### Feminino
| Evento | Ouro                            | Ouro     | Prata                          | Prata    | Bronze                            | Bronze   |
| ------ | ------------------------------- | -------- | ------------------------------ | -------- | --------------------------------- | -------- |
| 48 kg  | Gemma Peris · Espanha           | 165,0 kg | Snezhana Popova · Rússia       | 165,0 kg | María José Tocino · Espanha       | 152,5 kg |
| 53 kg  | Emine Bilgin · Turquia          | 187,5 kg | Dagmar Daneková · Eslováquia   | 185,0 kg | Estefanía Juan Tello · Espanha    | 175,0 kg |
| 58 kg  | Aleksandra Klejnowska · Polónia | 210,0 kg | Marieta Gotfryd · Polónia      | 202,5 kg | Döndü Ay · Turquia                | 200,0 kg |
| 63 kg  | Valentina Popova · Rússia       | 230,0 kg | Dominika Misterska · Polónia   | 227,5 kg | Nataliya Skakun · Ucrânia         | 225,0 kg |
| 69 kg  | Vanda Maslovska · Ucrânia       | 217,5 kg | Milena Trendafilova · Bulgária | 215,0 kg | Kleanthi Myloná · Grécia          | 215,0 kg |
| 75 kg  | Gyöngyi Likerecz · Hungria      | 237,5 kg | Ilona Dankó · Hungria          | 232,5 kg | Karoliina Lundahl · Finlândia     | 230,0 kg |
| +75 kg | Albina Jomich · Rússia          | 260,0 kg | Viktória Varga · Hungria       | 245,0 kg | Viktoriya Shaimardanova · Ucrânia | 237,5 kg |

## Quadro de medalhas
Quadro de medalhas no total combinado
| Ordem | País         | Medalha de ouro | Medalha de prata | Medalha de bronze | Total |
| ----- | ------------ | --------------- | ---------------- | ----------------- | ----- |
| 1     | Rússia       | 4               | 2                | 1                 | 7     |
| 2     | Turquia      | 3               | 0                | 1                 | 4     |
| 3     | Polónia      | 1               | 4                | 1                 | 6     |
| 4     | Hungria      | 1               | 2                | 2                 | 5     |
| 5     | Azerbaijão   | 1               | 1                | 1                 | 3     |
| 6     | Espanha      | 1               | 0                | 2                 | 3     |
| 6     | Ucrânia      | 1               | 0                | 2                 | 3     |
| 8     | Croácia      | 1               | 0                | 0                 | 1     |
| 8     | Geórgia      | 1               | 0                | 0                 | 1     |
| 8     | Letônia      | 1               | 0                | 0                 | 1     |
| 11    | Bulgária     | 0               | 3                | 0                 | 3     |
| 12    | Armênia      | 0               | 1                | 1                 | 2     |
| 13    | Eslováquia   | 0               | 1                | 0                 | 1     |
| 13    | Roménia      | 0               | 1                | 0                 | 1     |
| 15    | Bielorrússia | 0               | 0                | 1                 | 1     |
| 15    | Finlândia    | 0               | 0                | 1                 | 1     |
| 15    | Grécia       | 0               | 0                | 1                 | 1     |
| 15    | Moldávia     | 0               | 0                | 1                 | 1     |
| Total | Total        | 15              | 15               | 15                | 45    |